# 울고 가는 외기러기
"울고 가는 외기러기"는 1969년 공개된 대한민국의 영화이다.

## 배역
- 신영균
- 문희
- 유미
- 문오장
- 주증녀
- 장훈
- 이철
- 김설령
- 백봉희
- 조남숙
- 김애경
- 한경훈